# ترور تروتسکی
ترور تروتسکی (انگلیسی: The Assassination of Trotsky) فیلمی سیاسی به کارگردانی جوزف لوزی است که در سال ۱۹۷۲ منتشر شد.

## بازیگران
- ریچارد برتون
- آلن دلون
- رومی اشنایدر
- والنتینا کورتس
- جین دسایی
- جورجو آلبرتاتزی
- جاشوآ سینکلیر
- لوئیجی وانوکی
- مایکل فورست
- انریکو ماریا سالرنو